# Episodi di Samantha chi? (prima stagione)
La prima stagione della serie televisiva Samantha chi?, composta da 15 episodi, è stata trasmessa negli Stati Uniti su ABC dal 15 ottobre 2007 al 12 maggio 2008.
In Italia invece è andata in onda su Fox Life dal 20 febbraio al 24 settembre 2008 e successivamente in chiaro su Italia 1 dal 10 maggio 2010.

## Episodi
| nº | Titolo originale      | Titolo italiano            | Prima TV USA     | Prima TV Italia   |
| -- | --------------------- | -------------------------- | ---------------- | ----------------- |
| 1  | Pilot                 | Otto giorni in coma        | 15 ottobre 2007  | 20 febbraio 2008  |
| 2  | The Job               | Tutto da rifare            | 22 ottobre 2007  | 20 febbraio 2008  |
| 3  | The Wedding           | Le nozze                   | 29 ottobre 2007  | 27 febbraio 2008  |
| 4  | The Virgin            | Sono vergine?              | 5 novembre 2007  | 27 febbraio 2008  |
| 5  | The Restraining Order | L'ordinanza restrittiva    | 12 novembre 2007 | 5 marzo 2008      |
| 6  | The Hypnotherapist    | L'ipnoterapista            | 19 novembre 2007 | 5 marzo 2008      |
| 7  | The Hockey Date       | A proposito di hockey      | 26 novembre 2007 | 12 marzo 2008     |
| 8  | The Car               | L'auto                     | 3 dicembre 2007  | 12 marzo 2008     |
| 9  | The Break-Up          | Ti avevo detto che ti amo? | 10 dicembre 2007 | 19 marzo 2008     |
| 10 | The Girlfriend        | Sam, Todd e l'altra        | 7 aprile 2008    | 10 settembre 2008 |
| 11 | The Boss              | Il capo                    | 14 aprile 2008   | 10 settembre 2008 |
| 12 | The Butterflies       | Le farfalle                | 21 aprile 2008   | 17 settembre 2008 |
| 13 | The Gallery Show      | Il bollino rosso           | 28 aprile 2008   | 17 settembre 2008 |
| 14 | The Affair            | La relazione               | 5 maggio 2008    | 24 settembre 2008 |
| 15 | The Birthday          | Il compleanno              | 12 maggio 2008   | 24 settembre 2008 |

## Otto giorni in coma
- Titolo originale: Pilot
- Diretto da: Robert Duncan McNeill
- Scritto da: Cecelia Ahern e Donald Todd

### Trama
Nel primo episodio Samantha si risveglia dal coma, non riconosce i suoi genitori e non ricorda niente del suo passato. Presto si rende conto che non era una bella persona, non aveva un buon rapporto con i suoi genitori, il fidanzato l'aveva lasciata e aveva una sola amica.

## Tutto da rifare
- Titolo originale: The Job
- Diretto da: Lee Shallat-Chemel
- Scritto da: Donald Todd

### Trama
Sam si sveglia nel letto della sua vecchia casa; ormai in piedi cerca di scoprire quale lavoro facesse ma nel cercare, nel portafogli trova un biglietto datole per un appuntamento dal chirurgo e decide di recarvisi e capisce così che prima dell'incidente voleva rifarsi il seno.
Andrea la porta dove lavora, Sam scopre di essere il vicepresidente di uno studio legale e qui ancora una volta a conferma del fatto che non era una bella persona. proprio perché nessuno sa della sua amnesia, Sam cerca in tutti i modi di comportarsi "normalmente", e nonostante i ripetitivi errori riesce a cavarsela.